# اوجاک‌لی (دینار)
اوجاک‌لی (به ترکی استانبولی: Ocaklı) یک منطقهٔ مسکونی در ترکیه است که در دینار (شهر) واقع شده‌است. اوجاک‌لی ۹۳۹ نفر جمعیت دارد.